# 香港民主委員會
香港民主委員會（英語：Hong Kong Democracy Council，簡稱HKDC）是美國華盛頓的一家無黨派非政府組織，以“保障香港基本自由、自治與法治”為目標。自成立之日起，該組織就倡議美國當局通過《香港人權與民主法》、《保護香港法》和《香港自治法》、對破壞香港自治及人權的中港官員進行經濟制裁及出境限制、遊說美國國會立法保護香港移民及難民。組織成員、顧問及董事也出席美國國會聽證會。
對此，香港警務處國家安全處於2020年7月通緝持有美國國籍的組織常務董事朱牧民，是2020年6月30日《中華人民共和國香港特別行政區維護國家安全法》實施以來首個被通緝的非中國國籍香港永久性居民。中華人民共和國政府也於2021年7月23日引用《反外國制裁法》制裁組織。
2021年1月，組織向2020年7月乘船潛逃台灣的五名18歲至26歲男子贊助前往美國的人道主義假釋簽證。
2021年9月，梁繼平接任朱牧民出任執行總監，周永康出任董事會主席。
2022年10月，香港民主委員會網站懷疑被香港政府封鎖，香港地區被禁止瀏覽，警方稱不評論個別個案。
該組織大多數成員都因被指違反包括《中華人民共和國香港特別行政區維護國家安全法》在內的香港法律而被香港警方或香港廉署通緝。
- 朱牧民（前執行總監）被警方通緝
- 梁繼平（前執行總監，董事會主席）因被控「進入或逗留在會議廳範圍」罪及「暴動」罪，缺席聆訊被法庭通緝
- 郭鳳儀（執行總監）被警方國安處懸紅百萬通緝
- 張崑陽（政策顧問）因被控「明知而參與未經批准集結」和「煽惑他人參與未經批准集結」的聆訊被法庭通緝；另外也因涉嫌違反《港區國安法》被警方國安處非公開通緝，及涉嫌違反《選舉（舞弊及非法行為）條例》被廉政公署通緝
- 羅冠聰（前召集人、前咨詢委員）被警方國安處懸紅百萬通緝；另亦涉違反《選舉（舞弊及非法行為）條例》被廉政公署通緝
- 許智峯（顧問）被警方國安處懸紅百萬通緝；另亦涉違反《選舉（舞弊及非法行為）條例》被廉政公署通緝
- 劉珈汶被警方國安處懸紅百萬通緝；另亦涉違反《選舉（舞弊及非法行為）條例》被廉政公署通緝

## 外部連結
- 官方网站